# Екситон Френкеля
Екситон Френкеля або екситон малого радіуса — електронне збудження в кристалі, що не переносить електричного струму,
граничний випадок екситона. Електрон та дірка, що складають екситон Френкеля, належать одному вузлу або сусіднім вузлам кристаличної ґратки, таким чином, радіус екситона становить величину того ж порядку, що й період ґратки. 
Екситони Френкеля характерні для молекулярних кристалів, органічні молекули яких слабо взаємодіють між собою в основному стані й доволі сильно в збудженому. Цим забезпечується можливість вільної міграції збудження від однієї 
молекули до іншої. 
Екситонами Френкеля є також збудження кріокристалів. 
Зазвичай екситони Френкеля формують вузьку екситонну зону й мають доволі значну ефективну масу.
Названий на честь радянського фізика Якова Ілліча Френкеля.

## Теорія
Нехай молекули в кристалі розташовані періодично, і кожну з них можна описати як дворівневу систему з основним і збудженим станом, хвильові функції яких {\displaystyle \phi ^{0}} та {\displaystyle \phi ^{1}}, відповідно. Гамільтоніан кристалу має вигляд 
{\displaystyle {\hat {H}}=\sum _{n}{\hat {H}}_{n}^{0}+{\frac {1}{2}}\sum _{n,m}{\hat {V}}_{n,m}},
де {\displaystyle {\hat {H}}_{n}^{0}} - гамільтоніан окремої молекули, розташованої в n-му вузлі ґратки. 
Хвильову функцію системи шукають у вигляді 
{\displaystyle \psi _{\mathbf {k} }=\sum _{\mathbf {n} }e^{i\mathbf {k} \cdot \mathbf {n} }\psi _{\mathbf {n} }=\sum _{\mathbf {n} }e^{i\mathbf {k} \cdot \mathbf {n} }\phi _{\mathbf {n} }^{1}\prod _{m\neq n}\phi _{\mathbf {n} }^{0}}.
Енергія такого збудження дорівнює 
{\displaystyle E_{\mathbf {k} }=E_{0}+D_{f}+L_{f}(\mathbf {k} )},
де {\displaystyle E_{0}} - енергія збудження ізольованої молекули, 
{\displaystyle D_{f}=\sum _{\mathbf {m} }\left[\int |\phi _{m}^{1}|^{2}V_{m,n}|\phi _{n}^{0}|^{2}d\tau -\int |\phi _{m}^{0}|^{2}V_{m,n}|\phi _{n}^{0}|^{2}d\tau \right]}
є енергією взаємодії збудженої молекули з незбудженими сусідами, а 
{\displaystyle L_{f}(\mathbf {k} )=\sum _{\mathbf {m} }e^{i\mathbf {k} \cdot (\mathbf {m} -\mathbf {n} )}\int \phi _{m}^{1*}\phi _{n}^{0*}V_{m,n}\phi _{m}^{0}\phi _{m}^{1}d\tau }
є матричним елементом переносу збудження з m-тої молекули на n-ту.
Завдяки періодичності кристалу вказані суми не залежать від n, а тому {\displaystyle \psi _{\mathbf {k} }} є розв'язком задачі. {\displaystyle E_{\mathbf {k} }} задає неперервний спектр збудженнь.